# Радомир Лазовић
Радомир Лазовић (Београд, 5. септембар 1980) српски је активиста, политичар и дизајнер. Члан је Зелено-левог фронта (ЗЛФ). Од 1. августа 2022. обавља функцију народног посланика Скупштине Србије.

## Биографија
Рођен је 5. септембра 1980. године на Новом Београду. Завршио је Девету београдску гимназију и студирао Пољопривредни факултет Универзитета у Београду. У младости је играо кошарку.